# Owstonia tosaensis
Owstonia tosaensis es una especie de peces de la familia Cepolidae en el orden de los Perciformes.

## Distribución geográfica
Se encuentra al noroeste del Pacífico: Japón y Taiwán.